# Ongenga (Wahlkreis)
Der Wahlkreis Ongenga ist ein Wahlkreis im Westen der Region Ohangwena im zentralen Norden Namibias. Kreisverwaltungssitz ist Ongenga. Im Wahlkreis leben (Stand 2023) 27.300 Menschen auf einer Fläche von 315 Quadratkilometern.

## Wahlen
| Wahl | Name                  | Partei | Stimmenanteil |
| ---- | --------------------- | ------ | ------------- |
| 1992 |                       |        |               |
| 1998 | Leonard Shimutwikeni  | SWAPO  | 99,5 %        |
| 2004 | Leonard Shimutwikeni  | SWAPO  | 99,1 %        |
| 2010 | Fillipus Shimutwikeni | SWAPO  | 93,6 %        |
| 2015 | Sakaria Haimudi       | SWAPO  | 97,2 %        |
| 2020 | Matheus Shikongo      | SWAPO  | 81,2 %        |